# Minokamo
Minokamo (jap. 美濃加茂市, -shi) ist eine Stadt in der japanischen Präfektur Gifu.
Minokamo hat den größten Bevölkerungsanteil an Brasilianern in ganz Japan. Mit eigenen brasilianischen Schulen, Sportmannschaften und Lebensmittelläden ist ein lateinamerikanischer Einfluss in der Stadt sichtbar. Dennoch unterscheidet sich Minokamo nicht sehr von anderen japanischen Städten, da sich beide Bevölkerungsanteile nicht vermischt haben und selbst größere brasilianische Feste wie der Karneval relativ unbemerkt bleiben.

## Geschichte
Die Stadt Minokamo wurde am 1. April 1954 gegründet.

## Geographie
Minokamo liegt östlich von Gifu und nördlich von Nagoya.
Der Fluss Kiso fließt durch die Stadt von Südosten nach Südwesten.

## Verkehr

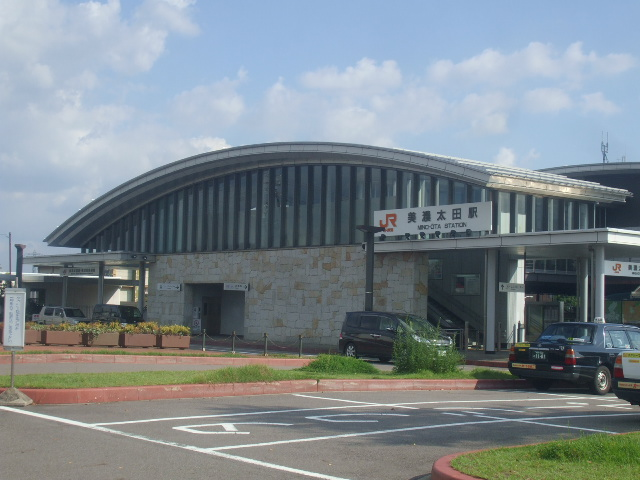
Bahnhof Mino-Ōta

Minokamo ist über die Nationalstraßen 21, 41, 248 und 418 erreichbar.
Der Bahnhof Mino-Ōta ist ein wichtiger Verkehrsknotenpunkt an der Takayama-Hauptlinie von Gifu über Gero und Takayama nach Toyama. Hier zweigen zwei Linien ab, die Taita-Linie nach Kani und Tajimi sowie die Etsumi-nan-Linie nach Seki und Hokunō.

## Weblinks

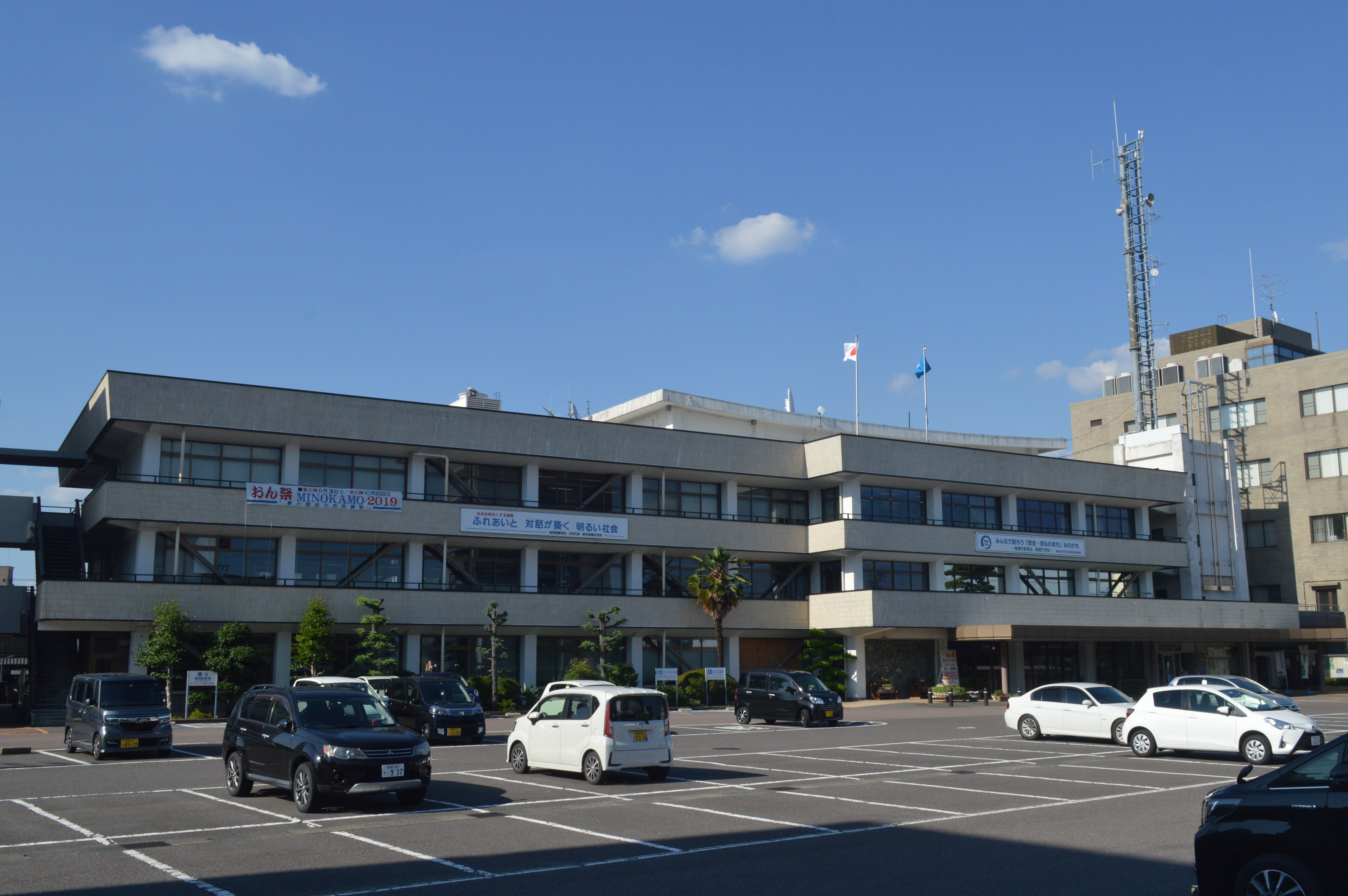
Rathaus Minokamo

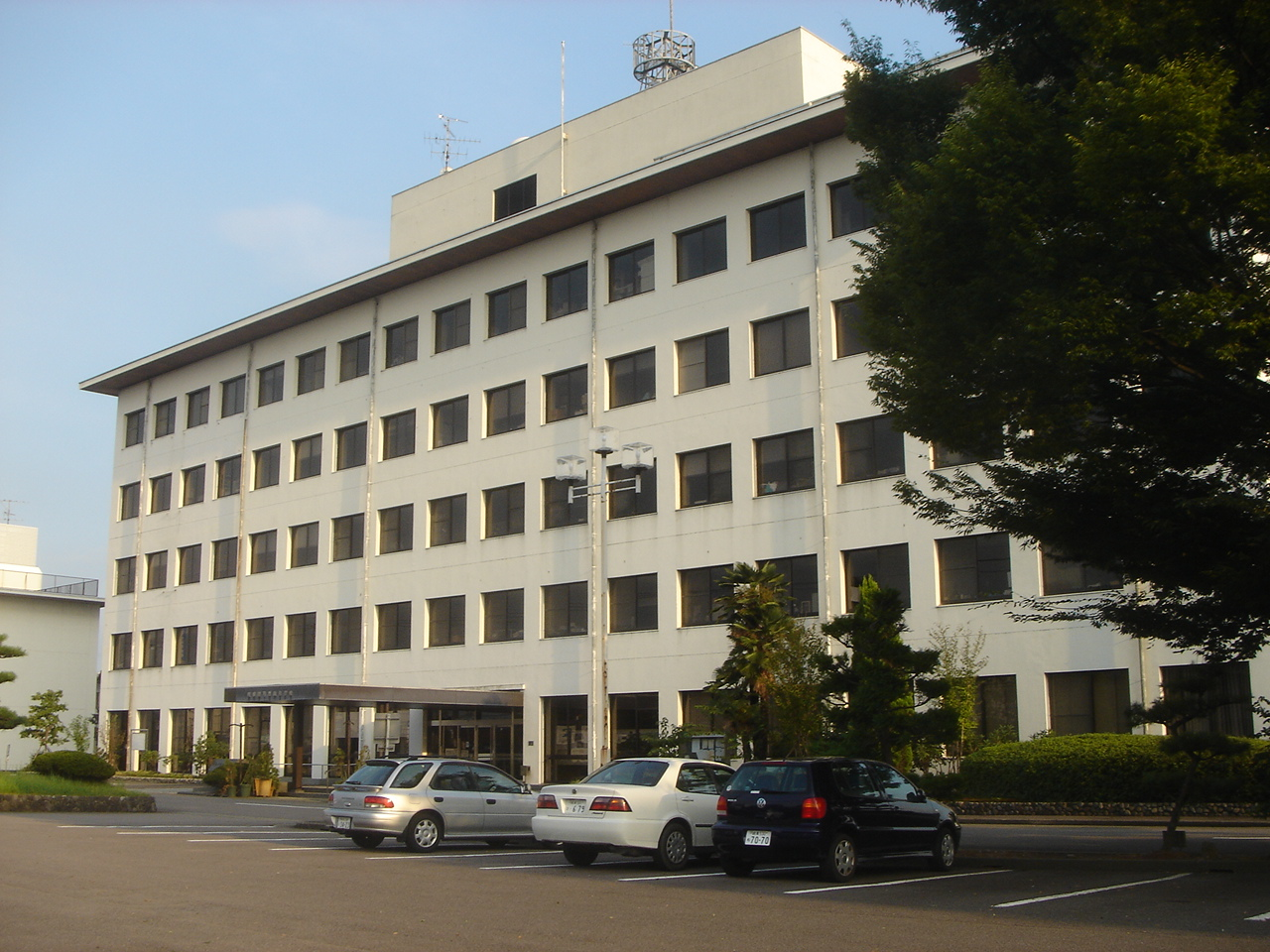
Kamo General Government Building

## Angrenzende Städte und Gemeinden
- Seki
- Kani